# 金沢貨物ターミナル駅
金沢貨物ターミナル駅（かなざわかもつターミナルえき）は、石川県金沢市高柳町にある、日本貨物鉄道（JR貨物）の貨物駅である。IRいしかわ鉄道線に属している。
石川県の鉄道貨物輸送の拠点駅で、県内で唯一定期貨物列車が発着する駅となっている。

## 歴史
- 2003年（平成15年）6月12日：金沢駅の構内扱いの貨物取扱設備を移転、着発線荷役方式（E&S方式）に改造した上金沢駅より分離し開業[1][3][4][5]。
- 2015年（平成27年）3月14日：北陸新幹線の長野駅 - 金沢駅間開業に伴う北陸本線の経営分離により、路線の所属会社がIRいしかわ鉄道に変更。
- 2017年（平成29年）1月19日：JR貨物・アサヒビール・キリンビール・日本通運と共同で、吹田貨物ターミナル駅から当駅までの鉄道コンテナ輸送を開始[6][7][8]。
  - 当駅を中継し、日本通運金沢支店専光寺物流センター（金沢市専光寺町）で保管し各顧客へ配送するシステムで、2017年1月より石川県向けに開始した[9]。
- 2024年（令和6年）10月：当駅 - 大阪貨物ターミナル駅間で国際海上コンテナの鉄道輸送の実証実験を開始（2025年（令和7年）2月末まで）[10][11][注釈 1]。
  - 阪神港発着国際海上コンテナの国内輸送の鉄道転換を図るもの[13]。荷役線の架線の一部を撤去し、40ft国際海上コンテナに対応するトップリフターを配備[11]。

## 取扱貨物
- コンテナ貨物[14]
  - 12 ft・20 ft・30 ftのJRコンテナ、20 ftのISO規格海上コンテナを取り扱う。
- 当駅からの主な出荷貨物には、米、建機部品、間仕切りボードなどがある[14]。

## 駅構造
着発線5線のうち、コンテナホームと直結した2線をE&S方式として採用している。そのほか、到着線と4本の貨物側線、電気機関車用の留置線2線を有する。2024年（令和6年）には、40ft国際海上コンテナの取扱を可能とするため、荷役線の架線の一部を撤去し、国際海上コンテナに対応するトップリフターを配備した。
また営業窓口であるJR貨物金沢支店（金沢市高柳町10の1-4）を併設する。

## 駅周辺
- 西日本旅客鉄道（JR西日本）金沢総合車両所（運用検修センター）
- IRいしかわ鉄道
  - 本社 - 所在地は「石川県金沢市高柳町」。
  - 東金沢駅 - 所在地は「石川県金沢市三池町」。
- 西日本ジェイアールバス金沢営業所
- イータウン金沢 - ショッピングモール
  - アルビス 高柳店
  - ミスタードーナツ アルビス高柳ショップ
- 高柳簡易郵便局
- 高柳町ふれあい広場 - 当貨物ターミナル駅に沿って建つマンションの間に設けられた小さな公園。
- 石川県道200号向粟崎安江町線 - 当貨物ターミナル駅の中央に跨線橋（陸橋）が架かる。通称は「東インター大通り」である。
- 高柳跨線橋 - 当貨物ターミナル駅と東金沢駅の間に架かる跨線橋（陸橋）。

## 隣の駅
日本貨物鉄道（JR貨物）
IRいしかわ鉄道線
（金沢駅） - 金沢貨物ターミナル駅（東金沢駅） - （森本駅）
※両隣の駅と東金沢駅はIRいしかわ鉄道の旅客駅である。